# Aivalykus sperches
Aivalykus sperches är en stekelart som beskrevs av Nixon 1938. Aivalykus sperches ingår i släktet Aivalykus och familjen bracksteklar. Inga underarter finns listade i Catalogue of Life.